# Brachygastra fistulosa
Brachygastra fistulosa är en getingart som beskrevs av Naumann 1968. Brachygastra fistulosa ingår i släktet Brachygastra och familjen getingar. Inga underarter finns listade.